# Haworthia turgida var. longibracteata
Haworthia turgida var. longibracteata, una variedad de Haworthia turgida, es una  planta suculenta perteneciente a la familia Xanthorrhoeaceae. Es originaria de Sudáfrica.

## Descripción
Es una planta suculenta perennifolia que alcanza un tamaño de 4 a 30 cm de altura. Se encuentra a una altitud de 0 a 500 metros en Sudáfrica.

## Taxonomía
Haworthia turgida var. longibracteata fue descrita por (G.G.Sm.) M.B.Bayer y publicado en Haworthia Revisited 154, en el año 1999.
Sinonimia
- Haworthia longibracteata G.G.Sm. basónimo
- Haworthia retusa f. longibracteata (G.G.Sm.) Pilbeam[4]